# Trekantseuforbia
Trekantseuforbia (Euphorbia trigona) är en kaktusliknande växt inom törelsläktet. Den är även känd som High Chaparral.